# Croce Senkshmelz
La Croce Senkshmelz o Croce con i grandi smalti (in tedesco Senkschmelzen-Kreuz o Kreuz mit den großen Senkschmelzen) è una croce astile conservata nel tesoro della Cattedrale di Essen. La croce fu realizzata sotto la badessa Mathilde († 1011). È una delle quattro croci astili ottoniane del tesoro della Cattedrale di Essen, assieme alla Croce di Teofano, la Croce di Matilde e la Croce di Ottone e Matilde. Il nome si riferisce alle sue principali decorazioni, cinque placche di smalto insolitamente grandi realizzate con la tecnica del senkschmelz, una forma di cloisonné che utilizza aree incassate riempite di smalto circondate da un semplice fondo oro, caso unico tra le croci astili ottoniane di Essen.

## Storia
Dalla sua creazione, la croce è sempre stata localizzata ad Essen, fatta eccezione per le evacuazioni durante le guerre e altre crisi. A causa delle somiglianze con le altre due croci del tesoro della Cattedrale, che mostrano Matilde e furono anch'esse donate a Essen, si presume che appartenga all'abbazia ininterrottamente dalla sua donazione fino alla secolarizzazione del 1802. Tuttavia, i documenti sopravvissuti dell'abbazia, poi cattedrale, non menzionano esplicitamente la croce. L'Inventarium reliquiarum Essendiensium del 12 luglio 1627, il primo inventario del tesoro dell'Abbazia, non consente una certa identificazione, poiché riportava solo "Due crocifissi riccamente decorati con pietre preziose e oro, ma rame dorato sul retro". Questa descrizione si applica a tutte e quattro le croci astili nel tesoro della Cattedrale di Essen. Il Liber Ordinarius, che regolava l'uso liturgico del tesoro del monastero, menziona solo le croci processionali in generale. Durante la Guerra dei Trent'anni la badessa del monastero fuggì a Colonia con i tesori, durante altre crisi la croce fu probabilmente nascosta nell'area del monastero. Ciò è documentato nel 1794, quando i francesi avanzarono su Essen e il tesoro del monastero fu portato a Steele, oggi quartiere di Essen, nell'orfanotrofio donato dalla badessa Franziska Christine von Pfalz-Sulzbach.
Durante la secolarizzazione, la Congregazione cattolica di San Giovanni rilevò la collegiata e il suo inventario come chiesa parrocchiale, che poi divenne cattedrale di Essen. Durante la rivolta della Ruhr nel 1920, l'intero tesoro del monastero fu portato a Hildesheim in gran segreto, da dove fu restituito nel 1925 nelle stesse circostanze segrete.
Durante la seconda guerra mondiale, il tesoro della cattedrale fu portato prima a Warstein, poi ad Albrechtsburg a Meißen e da lì a un bunker a Siegen. Trovata lì dalle truppe americane dopo la fine della guerra, la croce con il tesoro finì nel Museo statale di Marburg e successivamente in un punto di raccolta di opere d'arte al castello di Dyck vicino a Rheydt. Dall'aprile all'ottobre 1949 il tesoro della Cattedrale di Essen fu esposto a Bruxelles e Amsterdam in irripetibili mostre assieme agli altri tesori recuperati alla fine della guerra, per poi essere riportato a Essen.
Con l'istituzione della diocesi della Ruhr nel 1958 e l'elevazione della parrocchiale cattolica di Essen alla cattedrale, la proprietà della croce è passata alla diocesi di Essen.

## Descrizione

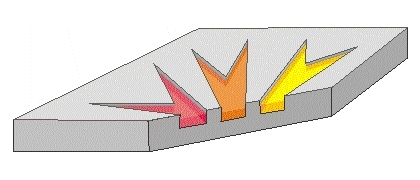
Nella tecnica del senkschmelz, con l'ausilio di punzoni premuti sulla lamina d'oro vengono creati sottilissimi incavi a sbalzo, dotati di bordi ben definiti. Queste depressioni o fosse vengono quindi riempite di smalto e il pezzo viene cotto secondo le consuete tecniche di smaltatura.

La croce è alta 46 cm e larga 33,5 cm, il suo nucleo è in rovere. È una croce latina con estremità allargate. Queste mostrano somiglianze con i capitelli cubici, che divennero popolari in architettura intorno all'anno 1000. La croce è ricoperta di lamina d'oro sul davanti e di rame placcato oro sul retro. La croce è una crux gemmata, in cui la placca al centro mostra la Crocifissione di Gesù. La Croce con grandi smalti è strettamente correlata ad altre tre croci processionali di Essen, due delle quali, la Croce di Ottone e Matilde e la Croce di Matilde, furono donate dalla badessa Matilde. Proprio come la più antica di queste, la Croce di Ottone e Matilde, ha una croce interna, circondata da un profilo. Mentre il bordo della croce più antica è composto da pietre preziose accompagnate ciascuna da due perle, il bordo della Croce con grandi smalti comprendeva anche 24 piccoli smalti (di cui solo 21 sopravvissuti), che si alternano a pietre preziose, ciascuno accompagnato da quattro perle. La zona interna al profilo è decorata con filigrana sapientemente sdoppiata, pietre preziose, perle disposte a forma di croci e un antico cammeo. Sul cammeo è raffigurata una testa di Medusa, tecnicamente indicata come Gorgoneion. È in sardonica ed è stata realizzata nella prima metà del I secolo d.C. Il cammeo è lavorato in tre strati (grigio-marrone, bianco e oro-marrone) e ha un diametro massimo di 2,7 cm. Il significato è basato sul Salmo 91:13: il cammeo simboleggia il male che è stato vinto dal Salvatore.
Il nome della croce deriva dai cinque grandi pezzi di smalto senkschmelz alle estremità dei membri e nell'incrocio. Al centro della Croce c'è una targa leggermente oblunga con una raffigurazione della Crocifissione: Cristo è in croce con il capo inclinato a sinistra e gli occhi spalancati. Maria e Giovanni (identificati sulla base del loro gesto contemplativo) stanno sui lati. Sopra i bracci orizzontali della Croce, le personificazioni del Sole e della Luna assistono agli eventi. Lo smalto è circondato da minuscole perle e per le sue dimensioni si estende sopra e sotto il braccio orizzontale della croce.
Alle estremità dei membri della croce, all'interno di un bordo semplificato di pietre preziose, che corrisponde al bordo delle braccia della croce, si trovano quattro ulteriori grandi pannelli senkschmelz di forma irregolare con i simboli dei Quattro Evangelisti: in alto l'aquila di Giovanni, in basso l'angelo di Matteo, a destra il toro alato di Luca e a sinistra il leone alato di Marco. Questi grandi pannelli senkschmelz sono insolitamente grandi per l'oreficeria europea, al contrario di quella bizantina, e sono di alta qualità tecnica e artistica, che è visibile nei colori ricchi e nella fine delineazione delle ali.
Il retro della Croce è stato sostituito nel XII secolo e raffigura l'Albero della Vita. Nello spazio alle estremità della croce sono presenti quattro medaglioni cesellati raffiguranti angeli e al centro un medaglione raffigurante l'Agnus Dei.

## Stile

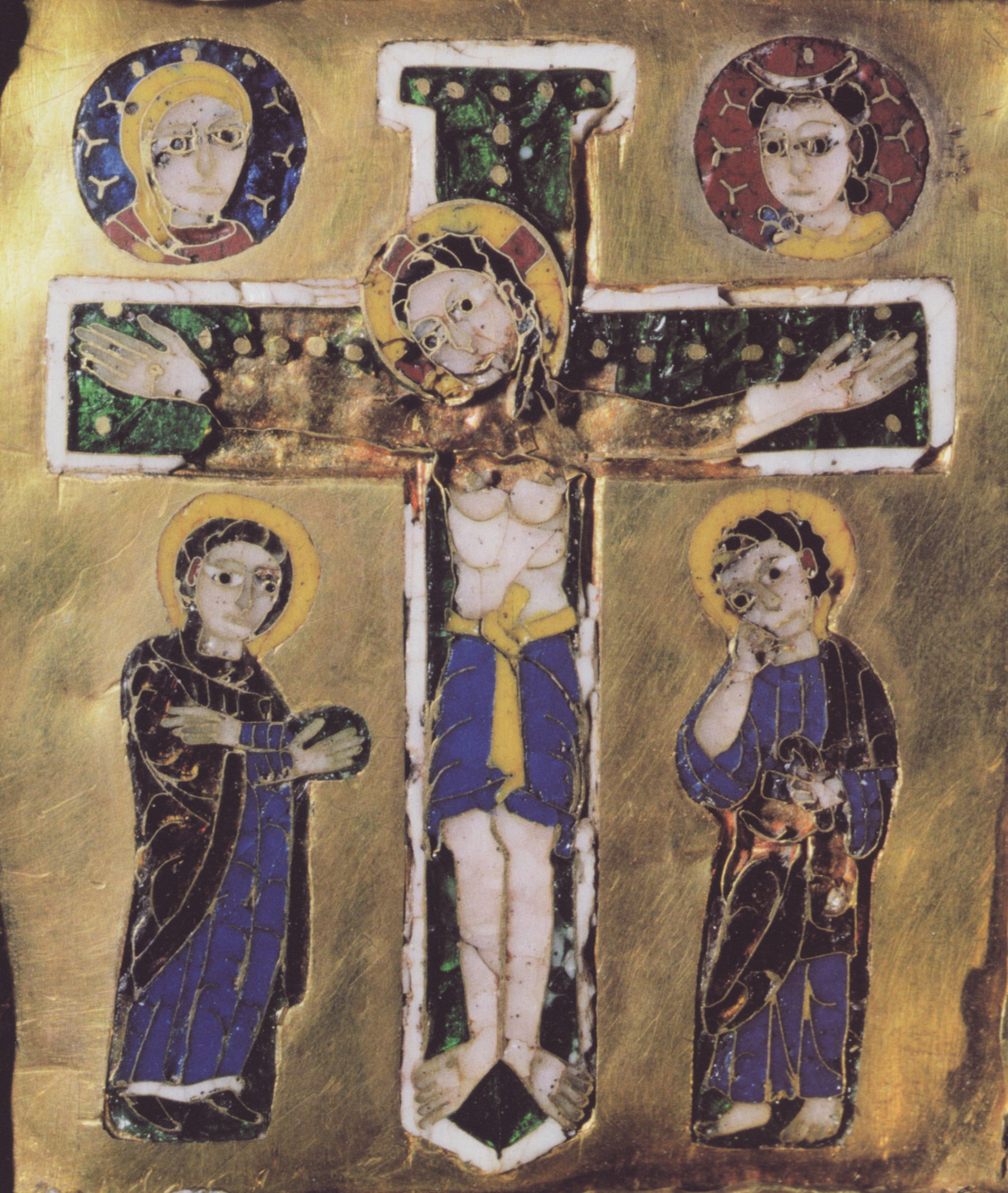
Crocifissione (circa 7,8 × 6,5 cm)

La ricerca ha costantemente datato la croce attorno al 1000. Questa datazione si basa in primo luogo sui motivi dei 21 piccoli smalti del bordo, che portano motivi floreali e simili a tappeti, sorti intorno alla fine del millennio, e in secondo luogo sull'incorniciatura delle pietre e degli smalti sui bordi che sembra derivare dalla Croce di Ottone e Matilde, datata intorno al 982.
Spicca la forma irregolare delle targhe evangelistiche, così come il fatto che la targa centrale non si adatti perfettamente alla sua posizione. Queste placche sono databili intorno all'anno 1000, tuttavia, a causa della loro forma irregolare, furono forsecreate per un altro contesto e successivamente incorporate nella croce, che fu di conseguenza notevolmente modificata. A tal fine sono state ritagliate le targhe degli Evangelisti, la cui composizione tradisce l'influenza bizantina. La forma irregolare doveva enfatizzarne il carattere di spolia. Per adattare queste placche, il bordo originale delle estremità e del centro della Croce è stato semplificato nella forma attuale.
Lo storico Beuckers ha datato la trasformazione della croce al tempo della badessa Sofia I di Gandersheim. In questo rimodellamento, i collari delle estremità della croce divennero inutili e l'orafo responsabile del lavoro li nascose con un filo di filigrana a forma di spirale, noto come Bienenkörbe (alveare). Questo motivo ornamentale entrò in voga durante il regno di Enrico II (r. 1014-1024), insieme ad un altro tipo di decorazione in filigrana, il Blütenkronen (corollae) che appare anche alle estremità di questa croce (unico caso tra i pezzi fel tesoro della cattedrale di Essen). Sophia era stata nominata badessa di Essen da Enrico II e gli era vicina, il che avrebbe potuto darle l'opportunità di assumere uno dei suoi orafi. Né Bienenkörbe né Blütenkronen compaiono sui tesori commissionati da Teofano, la badessa successiva a Sophia, eseguiti presumibilmente in un altro laboratorio. Perciò, Beuckers esclude Sophia come responsabile della creazione della Croce con grandi smalti. Non si sa perché Sophia abbia fatto rimodellare un oggetto sacro che era stato creato dalla badessa precedente Mathilde e perché vi abbia incorporato un'altra opera d'arte apparentemente significativa.
Se questa datazione è accettata, allora la Croce Senkshmelz è stata creata contemporaneamente al reliquiario di San Marsus. Quest'opera d'arte, considerata il tesoro più significativo dell'Abbazia, era una donazione commemorativa dell'imperatore Ottone III (regnante 996-1002) per suo padre Ottone II ed era quindi molto ricco. Il reliquiario è purtroppo scomparso nel 1794 e nessuna immagine si è tramandata. Beuckers presume che la Croce e il reliquiario, che era decorato con placche di smalto dorato, fossero stati creati in un laboratorio di Essen.
Poiché gli smalti perimetrali della Croce incorporano motivi trovati in opere attribuite al laboratorio di Egberto di Treviri e che il Santuario di San Marsus è stato creato dopo il 997, Beuckers suggerisce che la badessa Mathilde abbia spostato l'officina di Treviri a Essen dopo la morte di Egberto nel 993, data in seguito alla quale non ci sono segni di attività continuativa a Treviri. Il laboratorio di Treviri è l'unico laboratorio di smalti ottoniano saldamente individuabile. Se la croce è stata effettivamente prodotta dalla stessa bottega, ciò consente di trarre conclusioni sulla qualità del perduto reliquiario di San Marsus.

## Uso liturgico
I dettagli sull'uso liturgico della croce non sono noti. Per quanto riguarda le fonti, soprattutto il Liber Ordinarius intorno al 1400, prescrivevano l'uso di croci astili per le processioni, ma questo veniva fatto in generale e senza menzionare le singole croci. Le croci processionali erano spesso usate in coppia e, sulla base della creazione della Croce Senkshmelz sotto la badessa Matilde, si presume che essa fosse stata realizzata come compagna della Croce di Ottone e Matilde. Le due croci furono usate insieme sotto il cardinale Hengsbach. La Croce Senkshmelz è stata usata l'ultima volta nel 1992 ai funerali del secondo vescovo di Essen, il Hubert Luthe. Oggi la Croce Senkshmelz, come le altre tre croci processionali ottoniane della cattedrale, non è più in uso per motivi di conservazione.